# Marian Oprea
Marian Oprea (ur. 6 czerwca 1982 w Pitești) – rumuński lekkoatleta specjalizujący się w trójskoku.
Wicemistrz olimpijski, brązowy medalista mistrzostw świata oraz dwukrotny medalista mistrzostw Europy. Duże sukcesy odnosił już jako junior stając na podium mistrzostw świata i Starego Kontynentu w tej kategorii wiekowej. Wiele razy odnosił tryumfy na imprezach lokalnych takich jak mistrzostwa i igrzyska krajów bałkańskich. Medalista mistrzostw Rumunii oraz rekordzista kraju w trójskoku tak w hali jak i na stadionie. Zwycięzca plebiscytów na najlepszego lekkoatletę Rumunii.

## Kariera
Międzynarodową karierę zaczynał w 1999 kiedy to był czwarty na mistrzostwach świata juniorów młodszych oraz wywalczył brązowy medal juniorskich mistrzostw Europy. W kolejnym sezonie zdobył tytuł mistrza świata juniorów w Santiago, a w 2001 w został mistrzem Europy juniorów oraz wicemistrzem uniwersjady. Pierwszy sukces w gronie seniorów odniósł w 2002 kiedy to zdobył srebrny medal rozgrywanych w Wiedniu halowych mistrzostw Starego Kontynentu. Latem tego samego roku bez powodzenia startował w mistrzostwa Europy na stadionie. W 2003 był ósmy na halowych mistrzostw globu, a podczas europejskiego czempionatu do lat 23 wywalczył w 2003 roku srebrny medal – po tym sukcesie nie wywalczył awansu do finału mistrzostw świata w Paryżu. Na początku 2004 zajął piąte miejsce w halowym czempionacie świata. Przełomem w jego karierze był srebrny medal igrzysk olimpijskich w Atenach (2004) kiedy przegrał tylko ze Szwedem Christianem Olssonem. Rok po igrzyskach zdobył brązowy medal mistrzostw świata, a dwa lata później był czwarty na halowych mistrzostwach globu oraz zdobył brązowy medal mistrzostw Europy w Göteborgu. W kolejnych sezonach zmagał się z kontuzjami jednak na igrzyskach olimpijskich w 2008 uplasował się na piątym miejscu. W 2010 sięgnął po srebro mistrzostw Europy – po tym sukcesie wygrał na koniec sezonu konkurs trójskoczków podczas pucharu interkontynentalnego w Splicie. Brązowy medalista halowych mistrzostw Europy w 2011. Uczestnik mistrzostw Europy w Amsterdamie (2016). Wiele razy reprezentował Rumunię w pucharze Europy i drużynowych mistrzostwach Starego Kontynentu.
Rekordy życiowe: stadion – 17,81 (5 lipca 2005, Lozanna); hala – 17,74 (18 lutego 2006, Bukareszt). Oprea jest rekordzistą Rumunii w trójskoku (w hali i na stadionie), ma w dorobku także juniorskie rekordy kraju. Wynik z Bukaresztu (17,74) jest dziewiątym rezultatem w historii światowej lekkoatletyki.

## Osiągnięcia
| Rok  | Impreza                               | Miejsce          | Lokata            | Wynik |
| ---- | ------------------------------------- | ---------------- | ----------------- | ----- |
| 1999 | Mistrzostwa świata juniorów młodszych | Bydgoszcz        | 4. miejsce        | 15,70 |
| 1999 | Mistrzostwa Europy juniorów           | Ryga             | 3. miejsce        | 15,98 |
| 2000 | I liga pucharu Europy                 | Bydgoszcz        | 4. miejsce        | 16,27 |
| 2000 | Mistrzostwa świata juniorów           | Santiago         | 1. miejsce        | 16,41 |
| 2001 | I liga pucharu Europy                 | Budapeszt        | 1. miejsce        | 17,13 |
| 2001 | Mistrzostwa Europy juniorów           | Grosseto         | 1. miejsce        | 16,65 |
| 2001 | Mistrzostwa świata                    | Edmonton         | el. – 12. miejsce | 16,62 |
| 2001 | Uniwersjada                           | Pekin            | 2. miejsce        | 17,11 |
| 2002 | Halowe mistrzostwa Europy             | Wiedeń           | 2. miejsce        | 17,22 |
| 2002 | I liga pucharu Europy                 | Bańska Bystrzyca | –                 | NM    |
| 2002 | Mistrzostwa Europy                    | Monachium        | el. – 14. miejsce | 16,47 |
| 2003 | Halowe mistrzostwa świata             | Birmingham       | 8. miejsce        | 16,59 |
| 2003 | II liga pucharu Europy                | Stambuł          | 1. miejsce        | 17,25 |
| 2003 | Młodzieżowe mistrzostwa Europy        | Bydgoszcz        | 2. miejsce        | 17,28 |
| 2003 | Mistrzostwa świata                    | Paryż            | el. – 17. miejsce | 16,55 |
| 2004 | Halowe mistrzostwa świata             | Budapeszt        | 5. miejsce        | 17,19 |
| 2004 | I liga pucharu Europy                 | Płowdiw          | 1. miejsce        | 17,41 |
| 2004 | Igrzyska olimpijskie                  | Ateny            | 2. miejsce        | 17,55 |
| 2004 | Światowy finał lekkoatletyczny IAAF   | Monako           | 8. miejsce        | 16,36 |
| 2005 | I liga pucharu Europy                 | Leiria           | 1. miejsce        | 17,22 |
| 2005 | Mistrzostwa świata                    | Helsinki         | 3. miejsce        | 17,40 |
| 2006 | Halowe mistrzostwa świata             | Moskwa           | 4. miejsce        | 17,34 |
| 2006 | Mistrzostwa Europy                    | Göteborg         | 3. miejsce        | 17,18 |
| 2006 | Światowy finał lekkoatletyczny IAAF   | Stuttgart        | 8. miejsce        | 16,54 |
| 2006 | Puchar świata                         | Ateny            | 3. miejsce        | 17,05 |
| 2008 | Igrzyska olimpijskie                  | Pekin            | 5. miejsce        | 17,22 |
| 2010 | I liga drużynowych mistrzostw Europy  | Budapeszt        | 2. miejsce        | 16,73 |
| 2010 | Mistrzostwa Europy                    | Barcelona        | 2. miejsce        | 17,51 |
| 2010 | Puchar interkontynentalny             | Split            | 1. miejsce        | 17,29 |
| 2011 | Halowe mistrzostwa Europy             | Paryż            | 3. miejsce        | 17,62 |
| 2011 | I liga drużynowych mistrzostw Europy  | Izmir            | 1. miejsce        | 16,83 |
| 2011 | Mistrzostwa świata                    | Daegu            | el. – 15. miejsce | 16,61 |
| 2012 | Halowe mistrzostwa krajów bałkańskich | Stambuł          | 2. miejsce        | 16,43 |
| 2012 | Halowe mistrzostwa świata             | Stambuł          | el. – 11. miejsce | 16,58 |
| 2012 | Mistrzostwa Europy                    | Helsinki         | el. – 19. miejsce | 16,17 |
| 2013 | I liga drużynowych mistrzostw Europy  | Dublin           | 5. miejsce        | 15,86 |
| 2013 | Mistrzostwa krajów bałkańskich        | Stara Zagora     | 1. miejsce        | 17,24 |
| 2013 | Mistrzostwa świata                    | Moskwa           | 6. miejsce        | 16,82 |
| 2014 | Halowe mistrzostwa świata             | Sopot            | 4. miejsce        | 17,21 |
| 2014 | Mistrzostwa Europy                    | Zurych           | 5. miejsce        | 16,94 |
| 2015 | Halowe mistrzostwa Europy             | Praga            | 3. miejsce        | 16,91 |
| 2015 | I liga drużynowych mistrzostw Europy  | Heraklion        | 4. miejsce        | 15,68 |
| 2015 | Mistrzostwa świata                    | Pekin            | 6. miejsce        | 17,06 |
| 2016 | Halowe mistrzostwa świata             | Portland         | 10. miejsce       | 16,27 |
| 2016 | Mistrzostwa Europy                    | Amsterdam        | el. – 27. miejsce | 15,40 |
| 2016 | Igrzyska olimpijskie                  | Rio de Janeiro   | el. –             | NM    |
| 2018 | Mistrzostwa Europy                    | Berlin           | el. – 21. miejsce | 15,93 |